# مارتین دو کلرمون-تونر
مارتین دو کلرمون-تونر (فرانسوی: Martine de Clermont-Tonnerre‎) تهیه‌کننده فیلم اهل فرانسه است.
از فیلم‌هایی که وی در آن‌ها نقش داشته‌است، می‌توان به موستانگ، مالکیت خصوصی، نیکوکاری و ایستگاه مرکزی اشاره نمود.